# Hemiselmidaceae
Famille
Les Hemiselmidaceae sont une famille d'algues de l'embranchement des Cryptista, de la classe des Cryptophyceae et de l’ordre des Cryptomonadales.

## Étymologie
Le nom de la famille vient du genre type Hemiselmis, composé du préfixe hemi-, demi, et du suffixe -selmis, « ligne de pêche », peut-être en référence à la position presque médiane des « deux flagelles délicats (qui) apparaissent latéralement juste en dessous du sillon, c'est-à-dire un peu en dessous du milieu de la surface concave (de l'organisme) ».

## Description
Les Hemiselmis sont de petites monades (de 4 à 9 μm de long), biflagellées, nageant librement ; généralement en forme de haricot avec les flagelles insérés dans un vestibulum situé entre le tiers et la moitié de la longueur de la cellule depuis la partie antérieure ; un œsophage tubulaire s'étend du vestibule obliquement à travers la cellule (et légèrement en arrière) et est tapissé généralement de deux rangées d'éjectosomes; un seul chloroplaste, un seul pyrénoïde et un seul nucléomorphe sont présents. Selon l’espèce, le chloroplaste possède le pigment biliprotéique Cr-phycoérythrine 555 et ou le Cr-phycocyanine 615 ou 630 ; le périplaste est constitué de plaques internes et superficielles généralement de forme hexagonale.
La reproduction n'est connue que par simple division cellulaire.
Les espèces d’Hemiselmis ne semblent pas former de colonies palmelloides, mais elles restent mobiles même pendant leur division.
L'ultrastructure de plusieurs espèces est bien connue.
Le périplaste de Hemiselmis brunnescens a des plaques superficielles cristallines et une couche secondaire inhabituelle composée de minuscules fibrilles en « forme de saucisse ».
Le nucléomorphe est situé à l'extérieur du pyrénoïde, entre de dernier et le noyau. Il y a généralement deux thylakoïdes traversant la matrice pyrénoïdale.
Les flagelles sont recouverts d'une couche imbriquée d'écailles rosulées et fibrillaires. Il n'y a qu'une seule mitochondrie par cellule.
Mary Winifred Parke (d) (1908-1989) précise que les plus grands individus sont très aplatis dans un plan dorsiventral ; les stades plus jeunes donnant des corps moins aplatis. Un sillon peu profond formant un gosier, est visible près du bord antérieur dorsal ; il descend obliquement sur le bord latéral pour se terminer sur la surface ventrale juste en dessous de la ligne médiane.
Deux flagelles délicats apparaissent latéralement juste en dessous du sillon, c'est-à-dire un peu en dessous du milieu de la surface concave ; ils sont de longueur inégale : celui dirigé vers l'avant est d'environ une fois et demie la longueur de la cellule et celui dirigé vers l'arrière est légèrement plus court. Aucune différence dans la structure des deux flagelles n'a pu être détectée à partir de préparations colorées ; aucun flagelle n'était garni de cils plumés.

## Distribution
Le genre type Hemiselmis est omniprésent avec des espèces généralement trouvées dans les eaux marines océaniques ou côtières, bien que deux espèces aient été décrites dans les eaux douces au XXe siècle. Les espèces du genre Hemiselmis peuvent facilement être négligées dans les échantillons en raison de leur petite taille et de leurs mouvements rapides, mais elles peuvent être reconnues par le mouvement de nage en tire-bouchon exagéré causé par le point d'insertion bas des flagelles.

## Liste des genres
Selon AlgaeBase (2 septembre 2022) :
- Chroomonas Hansgirg, 1885
- Hemiselmis Parke, 1949  genre type
- Komma D.R.A.Hill, 1991
- Nodeana Skvortzov, 1968
- Planonephros T.Christensen, 1978
- Protochrysis Pascher, 1911
- Smithiella Skvortzov, 1968
- Smithimastix Skvortzov, 1969

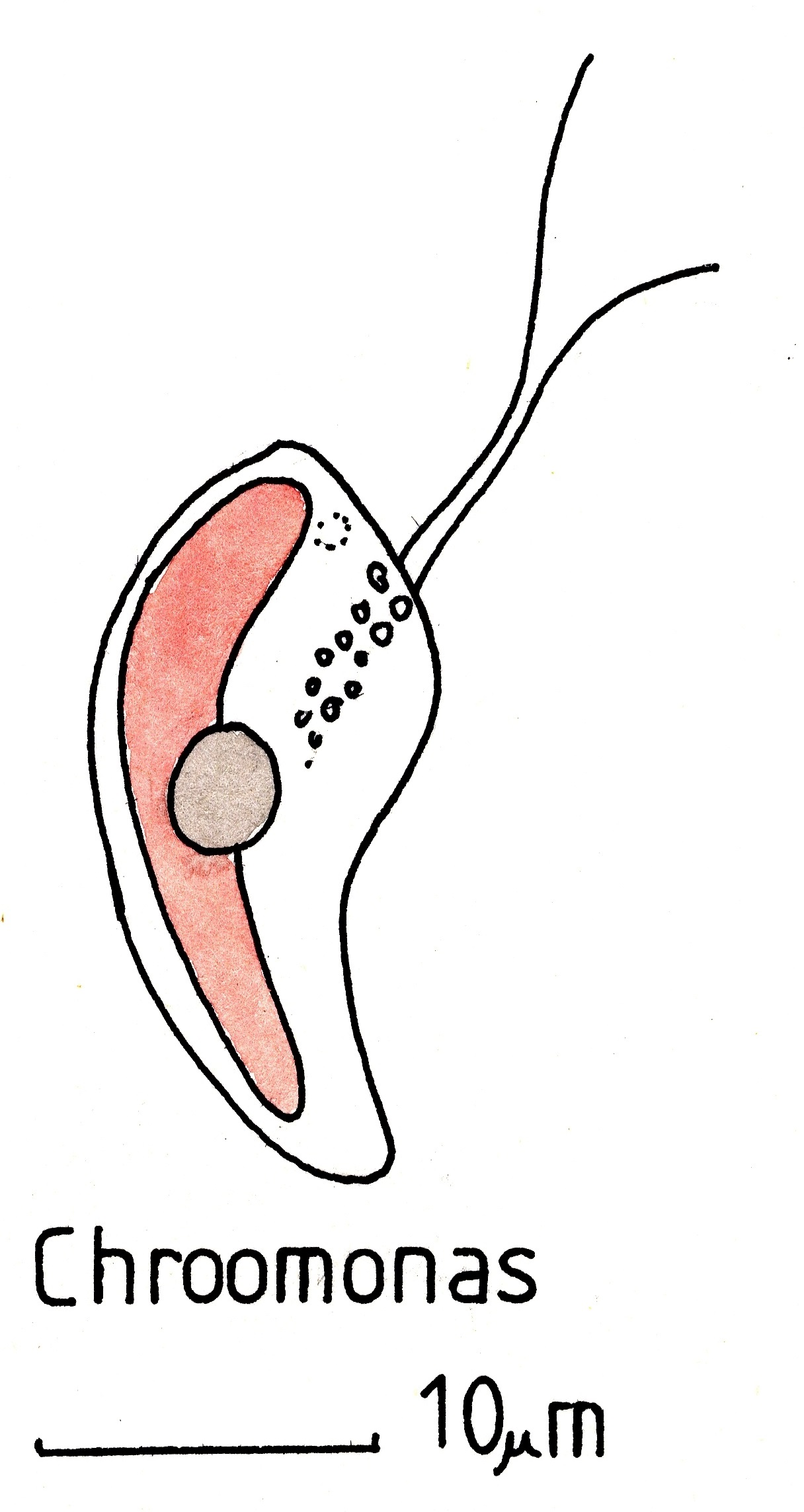
Schéma d'un Chroomonas.
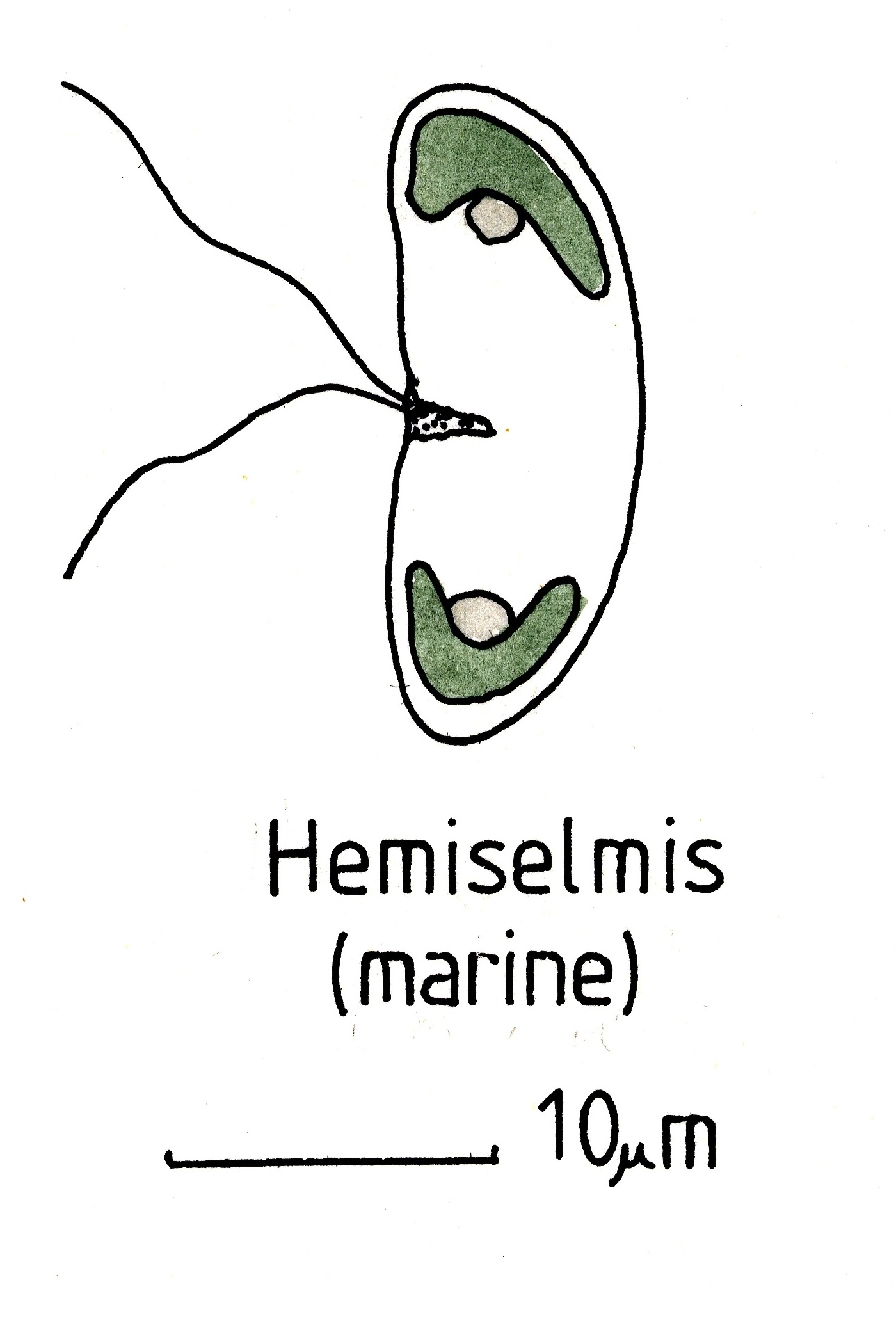
Schéma d'un Hemiselmis sp.

## Systématique
Le nom correct complet (avec auteur) de ce taxon est Hemiselmidaceae Butcher ex P.C.Silva.